# 梅里蒙 (北卡羅萊納州)
梅里蒙（英語：Merrimon）是位於美國北卡羅萊納州加特利縣的非建制地區。

## 歷史
梅里蒙的郵局於1881年設立，其後於1957年停運。

## 地理
梅里蒙所處的海拔為高於海平面2米（即7英呎），而該地所採用的時區為UTC-5，即北美东部时区（EST）。同時該地設有夏令時間，為UTC-5調快一小時，即UTC-4（EDT）。